# Нью-Гоуп (округ Огаста, Вірджинія)
Нью-Гоуп (англ. New Hope) — переписна місцевість (CDP) в США, в окрузі Огаста штату Вірджинія. Населення — 843 особи (2020).

## Географія
Нью-Гоуп розташований за координатами 38°11′33″ пн. ш. 78°53′41″ зх. д. / 38.19250° пн. ш. 78.89472° зх. д. (38.192515, -78.894721).  За даними Бюро перепису населення США в 2010 році переписна місцевість мала площу 15,00 км², з яких 14,98 км² — суходіл та 0,02 км² — водойми.

## Демографія
Згідно з переписом 2010 року, у переписній місцевості мешкало 797 осіб у 299 домогосподарствах у складі 243 родин. Густота населення становила 53 особи/км².  Було 318 помешкань (21/км²).
Расовий склад населення:
| - 97,2 % — білих - 1,8 % — чорних або афроамериканців - 0,1 % — азіатів |

До двох чи більше рас належало 0,9 %. Частка іспаномовних становила 0,3 % від усіх жителів.
За віковим діапазоном населення розподілялося таким чином: 22,2 % — особи молодші 18 років, 64,6 % — особи у віці 18—64 років, 13,2 % — особи у віці 65 років та старші. Медіана віку мешканця становила 43,5 року. На 100 осіб жіночої статі у переписній місцевості припадало 101,3 чоловіків;  на 100 жінок у віці від 18 років та старших — 100,0 чоловіків також старших 18 років.
Середній дохід на одне домашнє господарство  становив 69 170 доларів США (медіана — 45 278), а середній дохід на одну сім'ю — 95 068 доларів (медіана — 90 833). За межею бідності перебувало 14,8 % осіб, у тому числі 21,8 % дітей у віці до 18 років та 23,2 % осіб у віці 65 років та старших.
Цивільне працевлаштоване населення становило 408 осіб. Основні галузі зайнятості: освіта, охорона здоров'я та соціальна допомога — 37,0 %, науковці, спеціалісти, менеджери — 16,4 %, будівництво — 7,4 %, транспорт — 6,4 %.